# Anthroposphère

Lumières artificielles (anthropiques) vues de l'espace (2020)

L'anthroposphère désigne la partie du système Terre créée ou modifiée par l'homme pour être utilisée dans ses activités et ses habitats. Certains chercheurs on suggéré d'officialiser ce terme dans plusieurs domaines des sciences, notamment en hydrologie et plus généralement en géographie, tandis que d'autres utilisent le terme apparenté de technosphère.
L'anthroposphère peut être considérée comme une biosphère, seulement générée intégralement par l'humain. Alors que la biosphère est la biomasse totale de la Terre et son interaction avec ses systèmes, l'anthroposphère est la masse totale des systèmes et matériaux générés par l'homme, y compris la population humaine et ses interactions avec les systèmes terrestres. 
Une étude a estimé la masse des créations anthropiques à 1,1 trillion de tonnes en 2020, soit l'équivalent de la masse de tous les organismes vivants qui composent la biosphère. Cependant, alors que la biosphère est capable de produire et de recycler efficacement des matériaux grâce à des processus tels que la photosynthèse et la décomposition, l'anthroposphère est très inefficace pour assurer sa propre survie. Au fur et à mesure que la technologie humaine évolue, comme celle nécessaire pour lancer des objets en orbite ou pour provoquer la déforestation, l'impact des activités humaines sur l'environnement risque d'augmenter. L'anthroposphère est la plus jeune de toutes les sphères terrestres, mais elle a eu un impact énorme sur la Terre et ses systèmes en très peu de temps.
Certains considèrent le terme anthroposphère comme synonyme de noosphère, bien que la noosphère soit souvent utilisée pour désigner spécifiquement la sphère de la pensée humaine rationnelle, ou «la sphère terrestre de la substance pensante».
Les différentes faces de l'anthroposphère comprennent : les mines d'où proviennent les minéraux ; l'agriculture et les transports mécanisés qui soutiennent le système alimentaire mondial ; les champs de pétrole et de gaz ; les systèmes informatiques, y compris Internet ; les systèmes éducatifs ; les décharges ; les usines ; la pollution atmosphérique ; les satellites artificiels dans l'espace, qu'il s'agisse de satellites actifs ou de déchets spatiaux ; la sylviculture et la déforestation ; le développement urbain et ses infrastructures ; les systèmes de transport, y compris les routes, les autoroutes et les métros ; les installations nucléaires ; les opérations de guerre.
Les technofossiles constituent un autre aspect intéressant de l'anthroposphère. Il peut s'agir d'objets comme les téléphones portables qui contiennent une gamme variée de métaux et de matériaux artificiels, de matières premières comme l'aluminium qui n'existent pas dans la nature, et d'agglomérations de plastiques créées dans des zones comme la zone de déchets du Pacifique et sur les plages des îles du Pacifique.

## Galerie

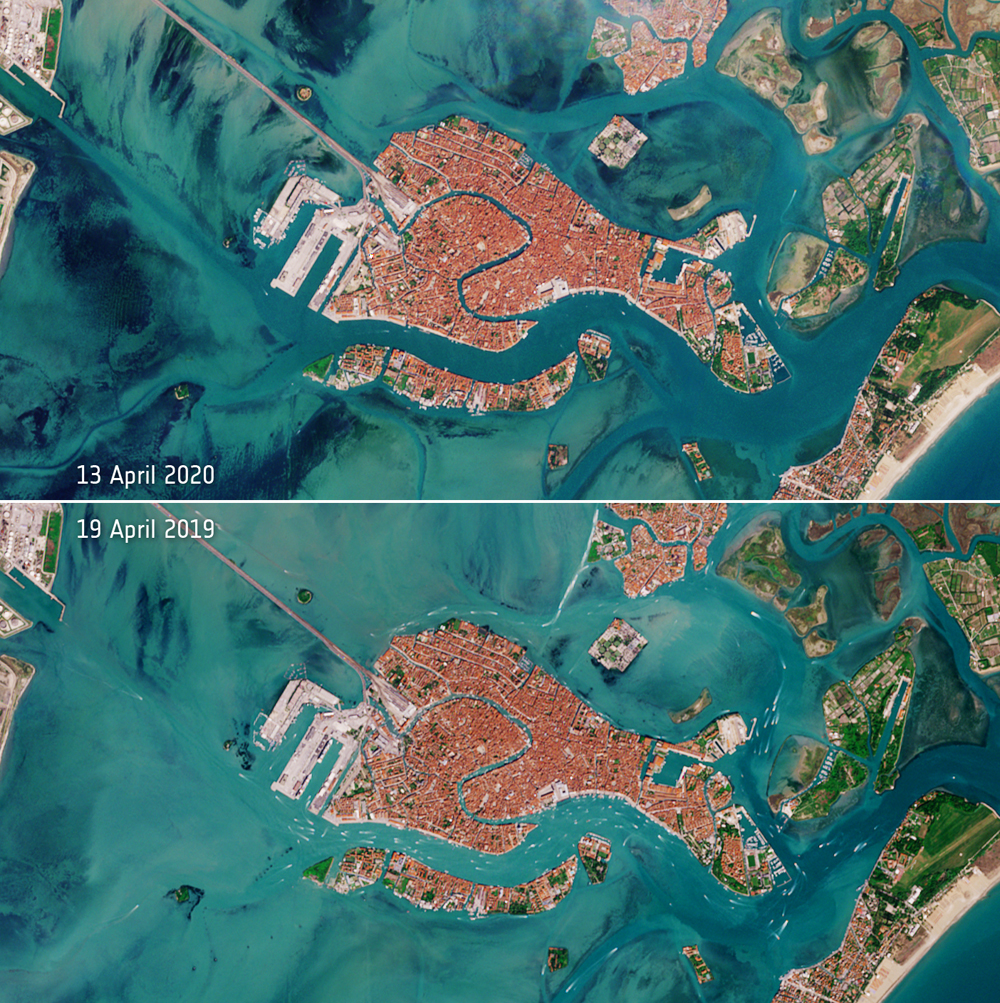
Venise est un exemple historique d'artificialisation humaine (anthropisation) d'un lagon
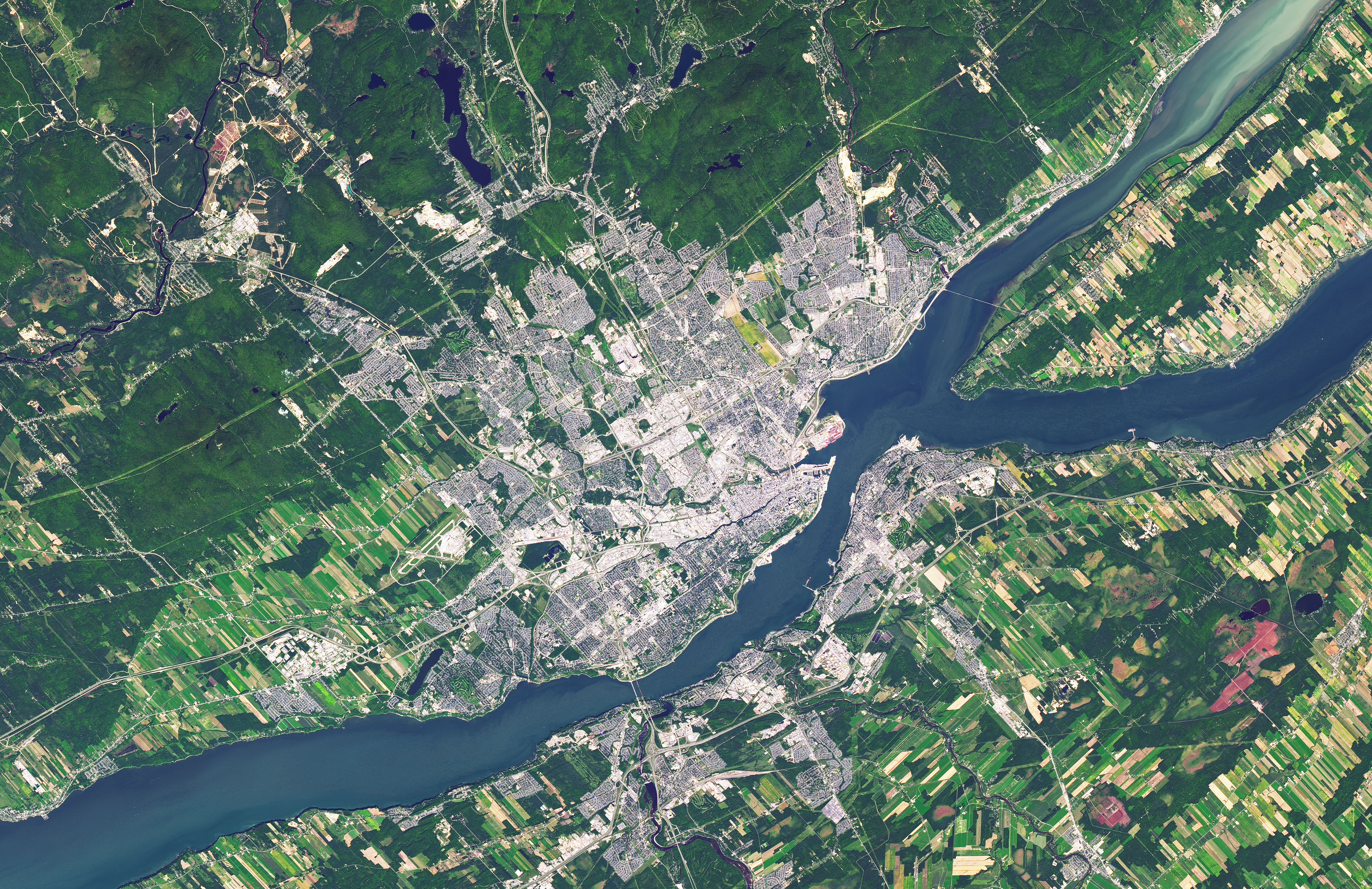
Les motifs urbains ne sont pas sans rappeler des colonies fongiques ou bactériennes. Québec (2016)
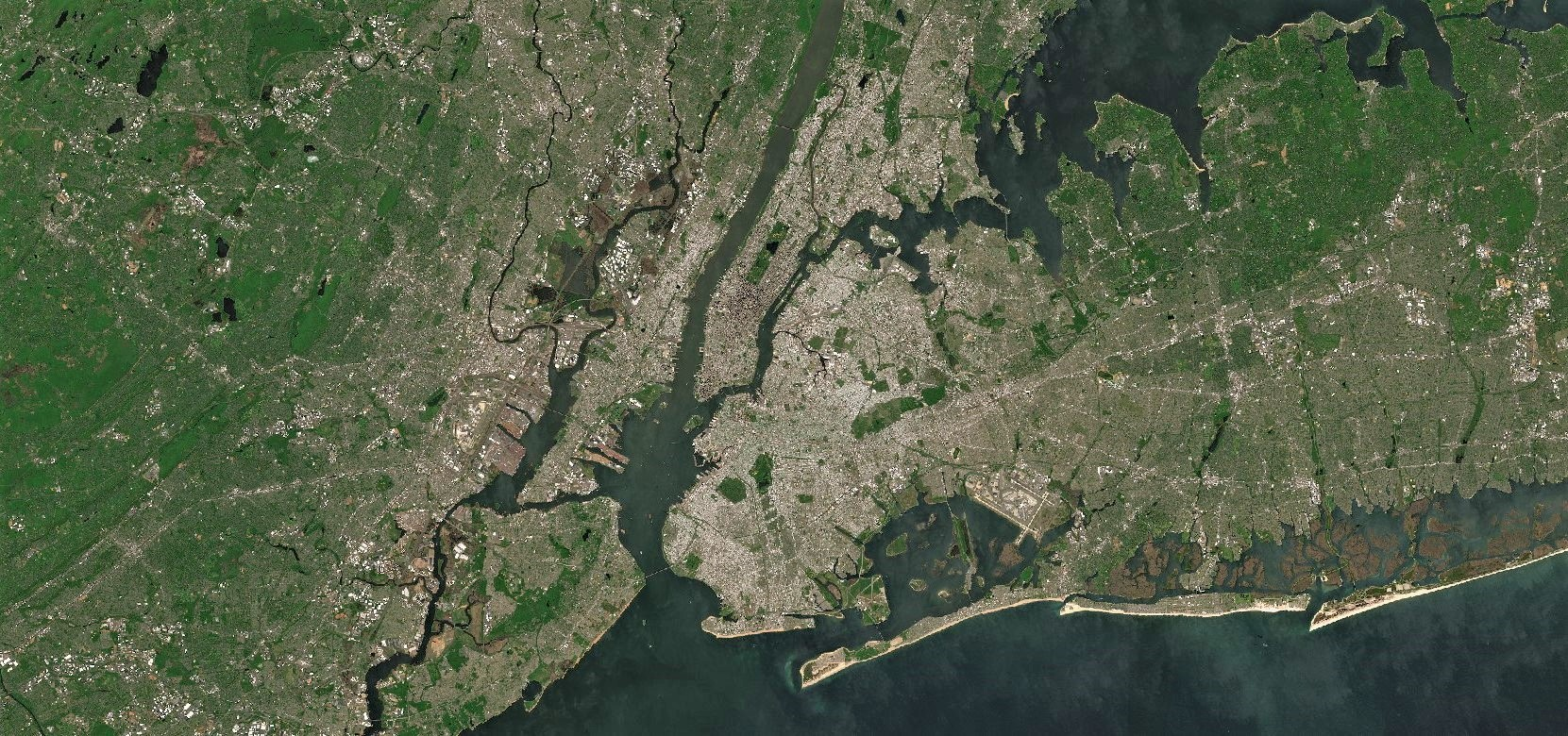
Certaines géographies sont tellement artificialisées, que leur environnement devient une partie intégrante de l'anthroposphère. New York (2021)
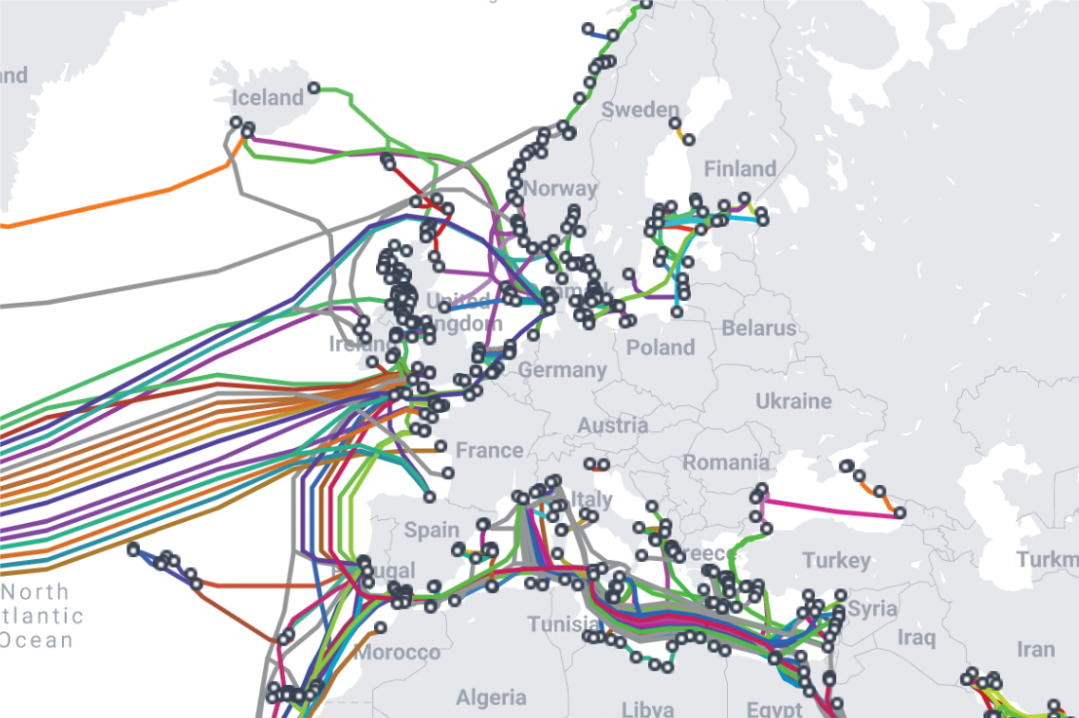
Les télécommunications font partie intégrante de l'anthroposphère. Ici : câbles de l'Internet mondial partants et arrivants en Europe.
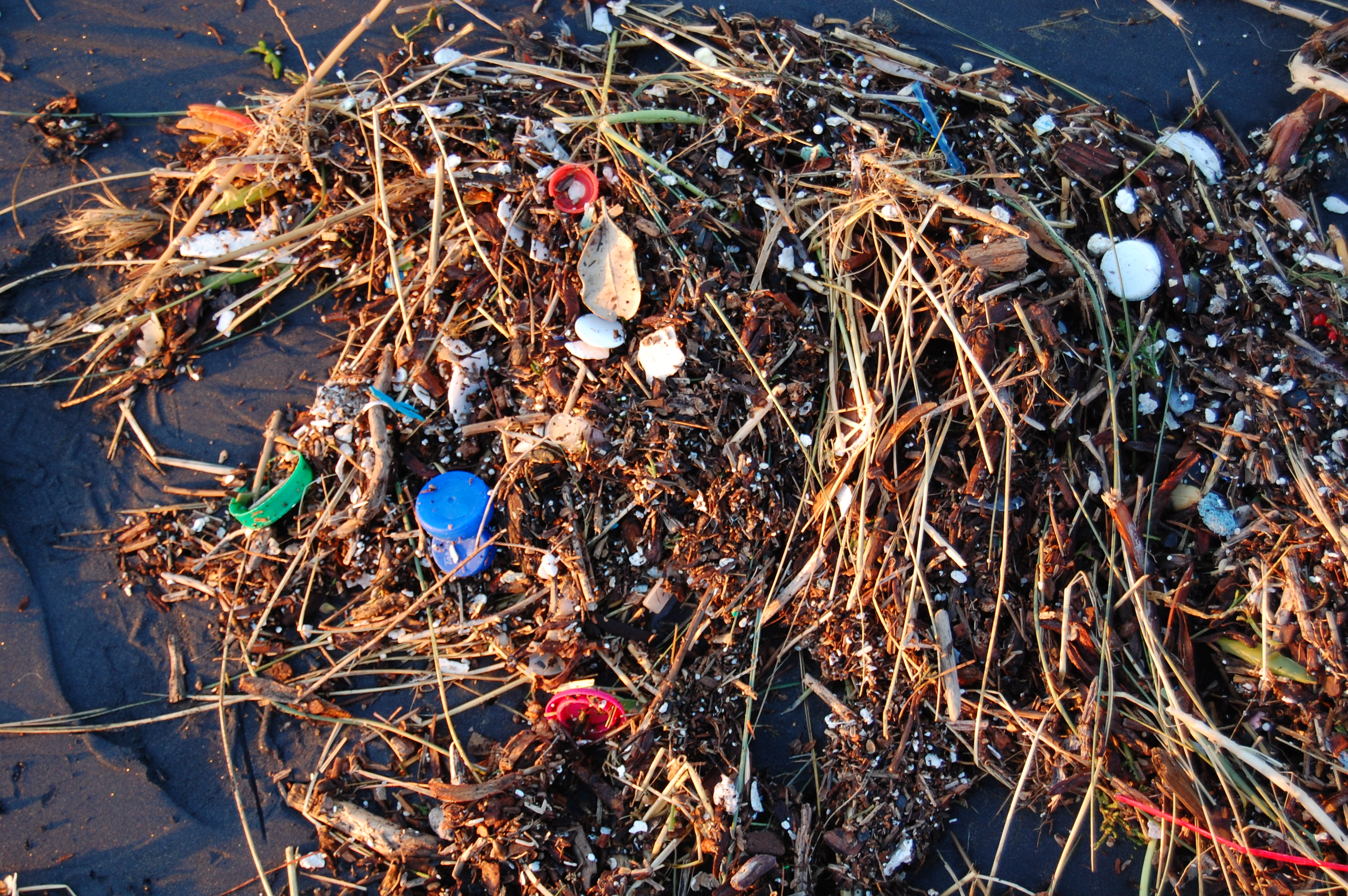
La plastisphère, d'origine anthropique, fait partie de l'anthroposphère. Ici sur une plage de San Francisco.